# Немечек, Богумил
Богумил Немечек (чеш. Bohumil Němeček; 2 января 1938, Табор, Чехословакия — 2 мая 2010[…], Усти-над-Лабем, Чехия) — чехословацкий боксёр, чемпион Олимпийских игр в Риме (1960).
В юности увлекался хоккеем, но с 1955 года окончательно сосредоточился на занятиях боксом. Совмещая спорт с работой водителя автобуса в Дечине, сумел пробиться в чехословацкую олимпийскую сборную в первом полусреднем весе (до 63,5 кг).
Летние Олимпийские игры 1960 года в Риме были для спортсмена первым крупным международным стартом. Неожиданно для всех он пробился в финал, по пути к которому на стадии 1/4 финала из турнира выбыл советский боксер Владимир Енгибарян. В поединке за золото он нанес поражение представителю Ганы Клементу Кворти и стал третьим в истории чехословацким боксером, первенствовавшим на Олимпийских играх.
На чемпионате Европы в Москве в 1963 году завоевал бронзовую медаль, а на континентальном первенстве в Риме в 1967 году стал чемпионом во втором полусреднем весе (до 67 кг).
Победитель «Динамиады» 1963, 1965, 1966.
После окончания спортивной карьеры в 1968 году стал тренером в Усти-над-Лабем и работал до ухода на пенсию по инвалидности.